# Tim Wendel
Tim Wendel (* 12. Januar 1989 in Moers) ist ein ehemaliger deutscher Fußballspieler.

## Karriere
Wendel spielte im Jugendbereich zunächst für den OSC Rheinhausen, den TV Asberg und den MSV Duisburg, bevor er 2007 in die Jugend von Schalke 04 wechselte. Dort hatte er in der zweiten Mannschaft auch seine ersten Einsätze im Erwachsenenfußball. Über Stationen beim 1. FC Kaiserslautern (zweite Mannschaft), Hannover 96 (ebenfalls zweite Mannschaft) und dem TSV Havelse wechselte er im Juli 2013 zu den Sportfreunden Lotte in die Regionalliga West. Mit diesen gelang ihm am Ende der Saison 2015/16 der Aufstieg in die dritte Liga, im Sommer 2019 stieg der Verein wieder in die Regionalliga ab. Ein Jahr später wechselte Wendel zum Lotter Ligarivalen Wuppertaler SV, für den er in neun Spielen zum Einsatz kam und dabei ein Tor erzielte. Am 30. Dezember 2020 gab der Verein bekannt, dass man – wie mit vier weiteren Spielern auch – im weiteren Saisonverlauf nicht mehr mit Wendel plane. Am 6. Juni 2021 gab der VfB Homberg die Verpflichtung Wendels, der mittlerweile den Nachnamen Wendel-Eichholz trägt, zur Saison 2021/2022 bekannt. Ende Februar 2022 erklärte Wendel-Eichholz seinen verletzungsbedingten Rücktritt als aktiver Fußballer.
Wenige Tage nach seinem Aus in Homberg kehrte Wendel-Eichholz als Co-Trainer zu seinem Ex-Verein Sportfreunde Lotte zurück. Ende März wurde er dann Trainer der Sportfreunde, konnte den Abstieg in die Oberliga Westfalen aber nicht mehr verhindern.

## Erfolge
- Aufstieg in die 3. Liga 2016